# Tam dixit quam voluit
Trattasi di brocardo latino per lo più applicabile alla sfera del diritto, meglio conosciuto come "quod Lex voluit, dixit", ossia "ciò che la legge vuole, lo dice".
Si usa nelle ipotesi in cui si voglia sostenere che una determinata norma giuridica deve essere applicata secondo il significato letterale delle parole, senza ricercare una interpretazione restrittiva (lex magis dixit quam voluit) o estensiva (lex minus dixit quam voluit) della stessa norma.